# 2장 1절
《2장 1절》는 2024년 5월 1일부터 2024년 9월 4일까지 KBS 2TV에서 방영 되었던 프로그램이다.

## 기획의도
- 익숙한 이웃의 비범한 인생사 그리고 의외의 노래 실력! 장민호 장성규 2장이 동네 이웃의 1절을 들으러 떠나는 길거리 노래 토크 <2장1절>![1]

## MC
- 장민호
- 장성규

## 시청률
| 회차 | 방송일   | 시청률 |
| ---- | -------- | ------ |
| 1    | 5월 1일  | 1.9%   |
| 2    | 5월 8일  | 2.0%   |
| 3    | 5월 15일 | 1.7%   |
| 4    | 5월 22일 | 1.7%   |
| 5    | 5월 29일 | 1.9%   |
| 6    | 6월 12일 | 1.8%   |
| 7    | 6월 19일 | 1.9%   |
| 8    | 6월 26일 | 1.7%   |
| 9    | 7월 3일  | 1.5%   |
| 10   | 7월 10일 | 2.0%   |
| 11   | 7월 17일 | 2.1%   |
| 12   | 7월 24일 | 1.8%   |
| 13   | 8월 14일 | 2.0%   |
| 14   | 8월 21일 | 1.7%   |
| 15   | 8월 28일 | 1.9%   |
| 16   | 9월 4일  | 1.6%   |

## 결방 및 편성 변경 사유
- 7월 31일 ~ 8월 7일 : 2024 파리 하계 올림픽 중계방송으로 인한 결방.